# Мулам Тірунал
Мулам Тірунал Рама Варма (25 вересня 1857 — 7 березня 1924) — правитель південноіндійської держави Траванкор, фактично правив під контролем британської адміністрації.

## Життєпис
Син Лакшмі Баї (онуки Говрі Лакшмі Баї через її доньку Говрі Рукуміні баї) та Раджараджа Варми, князя Чанганассері. Мати Мулам Тірунала померла практично при його народженні. З дитинства вивчав мовималаялам та санксрит, згодом йому стали викладати історію, географію, арифметику та граматику.
У 1884 році призначено спадкоємцем трону (елайя-раджа) з огляду на хворобу його старшого брата. 1885 року після смерті магараджі Вісакхам Тірунала став новим володарем Траванкору. У 1887 році штраф за несплату гербового збору було зменшено. Того ж року скасовано право держави на землю людини, що померла, не залишивши заповіту. 1888 року заснував Законодавчу раду, що стала першим колективним законодавчим органом на території Індії. Впроваджено страхову систему, відкрито санітарні кабінету у великих містах, покладено початок жіночої освіти. 1898 року на знак особистих досягнень магараджі надано право на 21 гарматний постріл (без права передачі спадкоємцям).
1908 року в столиці Траванкору — Тируванантапурамі — відкрито 2 автобусних маршрути. 1918 року залізниця Ченкотта-Кілон була поширена на Тируванантапурам. завдяки чому перетнула значну частину Траванкору.
За наказом магарджі було здійснено великі меліоративні роботи біля озера Вембанаду, завдяки чому площа сільськогосподарських угідь була збільшена. Подібні роботі в області озера Раджас перетворили провінцію Куттанад на рисовий центр Траванкору.